# Biomo-Corax-Gruppe
Die Biomo-Corax-Gruppe ist eine Familien-Unternehmensgruppe die aus der biomo pharma GmbH und der corax pharma besteht und die in zweiter Generation geführt wird. Biomo pharma ist ein mittelständisches Pharma-Unternehmen mit Sitz in Hennef. Das Unternehmen wurde im Jahr 1986 gegründet. Insgesamt erzielte die Biomo-Corax-Gruppe 2007 mit rund 400 Mitarbeitern einen Umsatz von 120 Millionen Euro.
Es stellt Generika u. a. für Bereiche Neurologie, Diabetologie, Gastroenterologie, Urologie und Orthopädie sowie Phytotherapeutika und Mineralstoffe her.
Das Unternehmen war und ist als Geschäftspartner der Krankenkassen in mehreren Rabattverträgen mit seinen Präparaten vertreten.